# مارغريت وود بانكروفت
مارغريت وود بانكروفت (بالإنجليزية: Margaret Wood Bancroft)‏ هي عالمة أمريكية متخصصة في التاريخ الطبيعي ومستكشفة لولاية باها ، ولدت في 10 يوليو 1893 في غلاسكو في الولايات المتحدة، وتوفيت في 30 أغسطس 1986 في سان دييغو في الولايات المتحدة.

## حياتها
وُلدت مارغريت وود في 10 يوليو 1893 في غلاسكو بولاية كنتاكي ، وترعرعت في مزرعة في سان دييغو ، عملت لفترة وجيزة ممثلة سينمائية صامتة (1913-1917) ، وشاركت في التمثيل مع هوبارت بوسورث ، داستن فارنوم ، ماك سينيت ، ديفيد غريفيث ومابيل نورماند.